# مرد پنکیک
مرد پنکیک (به چینی: 煎饼侠) عنوان یک فیلم چینی در سبک هجو و ابرقهرمانی به نویسندگی، کارگردانی و هنرمندی دا پنگ است. که در سال ۲۰۱۵ اکران شد.

## داستان
داستان در مورد یک بازیگر بدنام می‌باشد که به دنبال راهی‌ است تا دوباره بتواند به دوران اوج برگردد...

## بازیگران
- دا پنگ [۶]
- میبل یوئن
- اکین چنگ
- لیو یان
- ساندرا نگ
- اریک تسانگ
- یو یونپنگ
- یی یونگ
- لیانگ چائو
- دنگ چائو
- ژان کلود ون دام در نقش خودش
- شیائوشن‌یانگ
- لین گنگشین
- هان هان
- ژنگ کای
- بائو بی‌یر